# سمور رودخانه‌ای آمریکای شمالی
سمور رودخانه‌ای آمریکای شمالی (نام علمی: Lontra canadensis) نام یک گونه از سرده رودسمورها است.